# Aleksandr Abramow (trener)
Aleksandr Kuźmicz Abramow, ros. Александр Кузьмич Абрамов (ur. 13 maja?/26 maja 1913 w Moskwie, Imperium Rosyjskie, zm. 17 maja 1993 w Wołgogradzie, Rosja) – rosyjski trener piłkarski.

## Kariera trenerska
W 1940 rozpoczął pracę trenerską pomagając trenować Krylja Sowietow Kujbyszew. Po zakończeniu II wojny światowej powrócił do pracy w Kryljach Sowietów. W latach 1947–1952 oraz 1958-1960 prowadził kujbyszewski klub. W ciągu swojej kariery trenerskiej pracował na stanowisku głównego trenera w klubach Trudowi Rezerwy Woroszyłowhrad, Traktor Wołgograd, Ararat Erywań, Paxtakor Taszkent oraz Barrikady Wołgograd. 17 maja 1993 zmarł w Wołgogradzie.

## Sukcesy i odznaczenia

### Odznaczenia
- tytuł Zasłużonego Trenera Rosyjskiej FSRR: 1963